# 塞薩爾洛佩斯羅哈斯中尉區
塞薩爾洛佩斯羅哈斯中尉區（西班牙語：Distrito de Teniente César López Rojas），是秘魯的一個區，位於該國東北部洛雷託大區的上亞馬遜省，始建於1964年9月8日，面積1,495.91平方公里，海拔高度120米，2005年人口6,107，人口密度每平方公里4.1人。